# Pittsburgh, Pennsylvania
«Pittsburgh, Pennsylvania» (укр. «Піттсбург, Пенсильванія»), також відом як «There's a Pawn Shop on the Corner» (укр. «Ломбард за рогом») або «There's a Pawn Shop on the Corner in Pittsburgh, Pennsylvania» (укр. «Ломбард за рогом у Піттсбурзі, Пенсильванія») — популярна пісня, написана Бобом Мерріллом у 1952 році.

## Сюжет
Пісня «Pittsburgh, Pennsylvania» — це історія про бідного чоловіка, що закохується в гарну дівчину. Він переконує її наскільки він багатий, відвозячи жінку в розкішні місця та розплачуючись за все, закладаючи все, що має.

## Історія
Найвідоміша версія пісні була записана Ґаєм Мітчеллом 15 січня 1952 року. Цей запис був випущений Columbia Records під каталожним номером 39663.
Уперше пісня потрапила до чартів Billboard 7 березня 1952 року й протримався в чарті 17 тижні, досягнувши піку на 6 місці.
Бінг Кросбі співав пісню «Pittsburgh, Pennsylvania» кілька разів на своєму радіошоу в 1952 році, один із записів був випущений на компакт-диску.
Мікі Кац випустив комедійну пародію під назвою «Schvitzburgh, Pennsylvania» (укр. «Швіцбург, Пенсильванія»).

## В інших медіа
Пісня згадується в романі Роберта Гайнлайна «Достатньо часу для кохання». Сеньйор співає куплет пісні, поки омолоджується.